# Сопкаргинский мамонт
Сопкаргинский мамонт (или мамонт Женя)) — взрослая особь ископаемого мамонта. Обнаружен вблизи мыса Сопочная Карга Таймырского Долгано-Ненецкого района Красноярского края России. Координаты мыса: 71°52′20″ с. ш. 82°42′42″ в. д..

## История находки
Тушу мамонта, погибшего примерно 45 тысяч лет назад, в конце августа 2012 года обнаружил на Таймыре 11-летний Евгений Салиндер. О находке на мысе Сопочная Карга мальчик рассказал родителям, а те сообщили полярникам метеостанции, расположенной в трёх километрах от находки. 2 октября 2012 года тушу мамонта доставили в Дудинку.

## Исследование
В процессе работы организаторы экспедиции поняли, что имеют дело с уникальным экземпляром: это не просто скелет, а туша мамонта весом полтонны, с сохранившимися фрагментами шкуры, мяса, жира и даже некоторых органов, включая пенис. Оказалось, что в горбу мамонта нет больших отростков грудных позвонков, как считалось ранее, в горбу мамонт накапливал мощные запасы жира на зиму. Видимо мамонт Женя скончался летом, так как горб у него был ещё недостаточно большой и не было зимнего подшёрстка. На момент смерти мамонту Жене было 15—16 лет. В тканях печени обнаружены яйца нематод-кровепаразитов и цестод (последние впервые отмечаются для вида Mammuthus primigenius). Внутренние органы Сопкаргинского мамонта не сохранились, кроме небольшого фрагмента предсердия.
Последний раз туша взрослого мамонта была найдена экспедицией О. Ф. Герца и Е. В. Пфиценмайера в 1901 году на реке Берёзовке в районе Среднеколымска.
Костный коллаген был датирован в лаборатории Гронингенского университета (Нидерланды). Была получена датировка 44 750 ± 950 лет назад. Сопкаргинский мамонт обитал во время каргинского межледниковья (конец первой тёплой фазы интерстадиала МИС 3 — морской изотопной стадии 3, соответствующей Вюрму II Западной Европы) в климатических условиях, похожих на современные.
На внутренней стороне левой скуловой кости, лопатке и двух рёбрах сопкаргинского мамонта учёные выявили повреждения от тяжёлого копья первобытных охотников. На единственном сохранившемся бивне мамонта сохранились характерные сколы, появившиеся после того, как древние люди отбили с него несколько тонких щепок.